# آی‌آرسی ۱۰۲۱۶+
آی‌آرسی +۱۰۲۱۶ یک ستاره است که در صورت فلکی شیر قرار دارد.